# Kosmoceratops
Kosmoceratops – rodzaj ceratopsa z rodziny Ceratopsidae. Żył w późnej kredzie na terenach Laramidii, stanowiących obecnie zachód Ameryki Północnej. Został opisany w 2010 roku przez Scotta Sampsona i współpracowników w oparciu o niemal kompletną czaszkę oznaczoną numerem katalogowym UMNH VP 17000. Oprócz niej odnaleziono również szczątki trzech innych osobników, obejmujące szczątki czaszki i około 45% szkieletu pozaczaszkowego. Skamieniałości te wydobyto z dolnych i środkowych warstw górnokampańskiej formacji Kaiparowits w południowym Utah. Kosmoceratops charakteryzował się wydłużonymi, skierowanymi na boki rogami nadoczodołowymi i krótką, szeroką kryzą zakończoną dziesięcioma hakowatymi rogami. Spośród wszystkich znanych dinozaurów Kosmoceratops miał w największym stopniu zdobioną czaszkę. Analiza filogenetyczna przeprowadzona przez autorów sugeruje, że należy on do kladu Chasmosaurinae (Ceratopsinae), a jego najbliższym krewnym jest Vagaceratops irvinensis (wcześniej znany jako Chasmosaurus irvinensis).
Longrich (2014) uznał niekompletną czaszkę oznaczoną CMN 8801, odkrytą w 1928 r. przez Charlesa Sternberga w osadach formacji Dinosaur Park w kanadyjskiej prowincji Alberta (pierwotnie identyfikowaną jako należącą do przedstawiciela gatunku Chasmosaurus russelli), za należącą do przedstawiciela rodzaju Kosmoceratops; potwierdziła to przeprowadzona przez autora analiza filogenetyczna, według której CMN 8801 jest taksonem siostrzanym do K. richardsoni. Różnice w budowie czaszki K. richardsoni i CMN 8801 w ocenie Longricha sugerują jednak, że CMN 8801 nie jest przedstawicielem K. richardsoni, lecz drugiego, dotąd nienazwanego gatunku z rodzaju Kosmoceratops. Z wnioskami Longricha nie zgodzili się Campbell i współpracownicy (2016), w ocenie których anatomia CMN 8801 wskazuje, że jest to czaszka przedstawiciela rodzaju Chasmosaurus o niepewnej przynależności gatunkowej.
Nazwa rodzajowa Kosmoceratops pochodzi od greckich słów kosmos („zdobiony”, „udekorowany”) i ceratops („rogate oblicze”). Nazwa gatunkowa gatunku typowego, richardsoni, honoruje Scotta Richardsona, który odnalazł holotyp K. richardsoni i odkrył wiele innych skamieniałości w Grand Staircase-Escalante National Monument.

## Przypisy

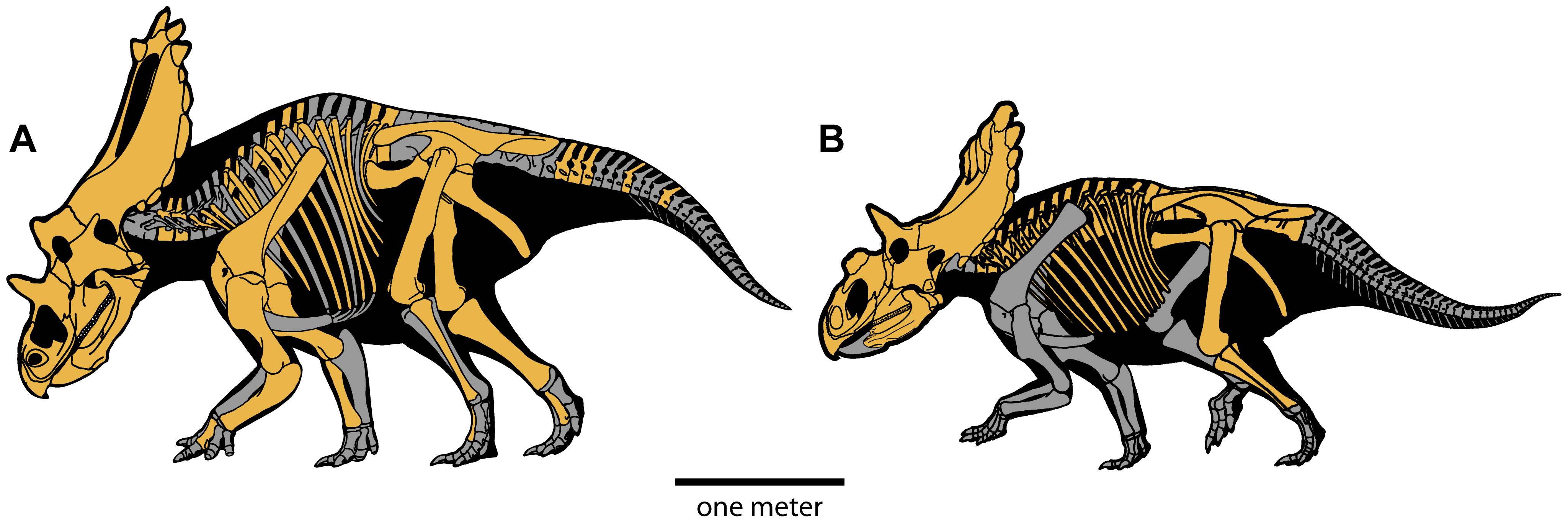
Porównanie wielkości utahceratopsa (A) i kosmoceratopsa (B). Kolorem pomarańczowym zaznaczono odkryte dotąd skamieniałości